# Равель, Сандра
Сандра Равель (итал. Sandra Ravel, 16 января 1910, Милан, Италия — 13 августа 1954, там же) — итальянская актриса
, жена Родольфо Гуччи.

## Биография
Сандра Равель родилась в Милане в 1910 году в семье немца и италоязычной швейцарки, получив имя Алессандра Винкельхаузер Ратти. Она снималась в кино с 1930 года. На съёмках фильма «Вместе в темноте» (1933) Равель встретила бизнесмена Родольфо Гуччи, за которого в 1944 году вышла замуж. Единственный ребёнок супругов, Маурицио Гуччи, родился в 1948 году.
Сандра Равель умерла в 1954 году в возрасте 44 лет от рака матки.
Фильмография
| Год  |   | Русское название        | Оригинальное название       | Роль         |
| ---- | - | ----------------------- | --------------------------- | ------------ |
| 1930 | ф | Те три француженки      | Those Three French Girls    | Маделон      |
| 1930 | ф | Загадочный мистер Паркс | Mysterious Mr. Parkes       | Эдит Корбет  |
| 1933 | ф | Вместе в темноте        | Together in the Dark        |              |
| 1939 | ф | Бал в замке             | Ballo al castello           | Рита Валенти |
| 1939 | ф | Я видел сияние звёзд    | Ho visto brillare le stelle | Леа          |
| 1939 | ф | Два миллиона за улыбку  | Due milioni per un sorriso  | Лиетта       |